# ترنسجندر یوروپ
ترنسجندر یوروپ (انگلیسی: Transgender Europe؛ TGEU) نام شبکه‌ای از نهادهای مختلف برای مبارزه برای حقوق افراد تراجنسیتی و تراجنسی است. این سازمان در سال ۲۰۰۵ در وین و به عنوان یک سازمان مردم‌نهاد پایه‌گذاری شد.
از سال ۲۰۰۹ این سازمان مجله اینترنتی منتشر می‌کند، پروژه مانیتور قتل افراد جنسیتی را دنبال می‌کند تا در مورد تراجنس‌هراسی در جهان آگاهی‌بخشی کند. 